# Жемчужино
Жемчужино — деревня в Муромском районе Владимирской области России, входит в состав Ковардицкого сельского поселения. 

## География
Деревня расположена на берегу реки Илевна в 10 км на юг от центра поселения села Ковардицы и в 7 км на юго-запад от Мурома.

## История
Деревня впервые упоминается в окладных книгах Рязанской епархии 1676 года в составе Лазаревского прихода, в ней было 4 двора крестьянских.
В конце XIX — начале XX века деревня входила в состав Карачаровской волости Муромского уезда, с 1926 года — в составе Муромской волости . В 1859 году в деревне числилось 7 дворов, в 1905 году — 22 двора, в 1926 году — 53 двора.
С 1929 года деревня входила в состав Черемисенского сельсовета Муромского района, с 1940 года — в составе Подболотского сельсовета, с 2005 года — в составе Ковардицкого сельского поселения. 

## Население
| 1859 | 1905 | 1926 | 2002 | 2010 | 2012 | 2021 |
| ---- | ---- | ---- | ---- | ---- | ---- | ---- |
| 78   | ↗157 | ↗235 | ↘36  | ↘33  | ↗45  | ↘33  |